# 挪威文化史博物館
挪威文化史博物館是挪威奧斯陸的一座博物館，收藏來自挪威各地的文物。挪威文化史博物館位於比格迪半島，附近還有多家博物館，包括維京船博物館、弗拉姆博物館、挪威航海博物館等。博物館成立於1894年，並在1901年對外開放，是世界上第一座露天博物館。